# Modèle de la sphère isotherme
Le modèle de la sphère isotherme est la plus simple paramétrisation de la distribution spatiale de la matière dans un objet céleste tels une galaxie ou un amas de galaxies.
Cette distribution de densité s'exprime sous la forme :
{\displaystyle \rho (r)={\frac {\sigma ^{2}}{2\pi Gr^{2}}}}
où {\displaystyle \sigma } est la vitesse de dispersion et {\displaystyle G} la constante gravitationnelle.
Le modèle de la sphère isotherme présente une singularité au rayon nul : la masse de la sphère isotherme singulière correspondante est infinie.
Ce modèle est communément utilisé dans la littérature pour la simplicité de sa forme.